# Верхній Анзас
Верхній Анза́с (рос. Верхний Анзас) — селище у складі Таштагольського району Кемеровської області, Росія. Входить до складу Шерегеського міського поселення.

## Населення
Населення — 19 осіб (2010; 34 у 2002).
Національний склад (станом на 2002 рік):
- шорці — 100 %